# تاریخچه رمان‌نویسی در ایران

تاریخچهٔ رمان‌نویسی در ایران به ظهور و تکامل رمان‌نویسی در کشور ایران به عنوان یک قالب ادبی نو اشاره می‌کند که اگرچه با مفهوم «تاریخچه رمان فارسی» همپوشانی زیادی دارد، اما کاملاً منطبق با آن نیست؛ چنان‌که رمان‌هایی که ایرانیان به زبانی غیر از فارسی نوشته‌اند در این تاریخچه هست، اما رمان‌های فارسی مربوط به سایر فارسی‌زبانان مانند اهالی تاجیکستان و افغانستان در آن گنجانده نشده‌است. اگرچه نگارش افسانه‌ها و حکایت‌ها به شعر و نثر در ادبیات ایران، سابقه‌ای دیرینه دارد، اما رمان‌نویسی به شیوهٔ متداول در غرب، عملاً از اواخر قرن نوزدهم و اوایل قرن بیستم میلادی مقارن با دوران مشروطه شروع شده‌است. رمان در ایران نیز اندکی پس از پیدایش رمان در ترکیه و جهان عرب و تقریباً همزمان با پنجاب، تحت تأثیر شکل‌گیری طبقهٔ جدید بورژوا در جامعه ظهور کرد. دیگر عواملی که به ظهور و گسترش رمان در ایران کمک کرد، عبارتند از: گسترش صنعت چاپ، شروع انتشار مطبوعات، ترجمهٔ رمان‌های غربی و گسترش گفتمان ناسیونالیسم. رمان، نخستین فرم نثر مدرن در ایران است، اما تحول و تکامل آن از زمان پیدایش تا رسیدن به بلوغ و فرم مشخص، ۶۰ سال طول کشید. کریستف بالایی، سه کتاب امیر ارسلان، کتاب احمد و سیاحت‌نامهٔ ابراهیم‌بیگ را گام‌هایی جدی به‌سوی رمان نوین تلقی می‌کند. حسن میرعابدینی، داستان‌نویسی نوین ایران را به پنج دورهٔ تاریخی تقسیم‌بندی کرده که بر اساس مشهورترین رویدادهای تاریخ معاصر ایران صورت گرفته‌است. نخستین رمان ایرانی را میرزا فتحعلی آخوندزاده در سال ۱۲۵۳ با نام ستارگان فریب‌خورده نوشت.
از سال ۱۲۸۴ تا سال ۱۳۰۰ که با شروع جنگ جهانی اول و فراگیر شدن بحران اقتصادی، یاس عمومی فراگیر شد، نگارش رمان‌های تاریخی با دستمایه قرار دادن هویت ملی ظهور کرد. نویسندگان با نوشتن از شکوه گذشتهٔ ایران و قهرمانان مردمی دوران قدیم، به دنبال تحقق رویاهای خود در گذشته بودند. ترجمهٔ رمان‌های تاریخی غربی مانند الکساندر دوما در رواج رمان تاریخی تأثیرگذار بود. یان ریپکا معتقد است که نوعی احساس وظیفهٔ میهن‌پرستانه برای نشان دادن گذشتهٔ پربار تاریخی به مردم، نویسندگان را به انتخاب موضوعاتی از گذشته‌های دور واداشت. نخستین رمان‌های اجتماعی نیز در این دوران و در سال‌های پس از جنگ جهانی اول نوشته شدند. تهران مخوف، نخستین رمان اجتماعی به زبان فارسی است که در سال ۱۳۰۴ نوشته شد. در سال ۱۳۱۵، صادق هدایت، بوف کور، نخستین رمان واقعی فارسی را نوشت. هدایت در این اثر، برخلاف رمان‌های متداول آن روز، درگیری درونی شخصیت داستان خود را با جهانی نامساعد توصیف کرده و واقعیت و وهم را در هم تنیده‌است. تا سال‌ها بعد، منتقدان این رمان را از جنبه‌های مختلف اجتماعی، فلسفی، تاریخی و روانی تفسیر و نقد کردند. این اثر، نخستین رمان مدرن ایران بود که به زبان انگلیسی ترجمه شد.
از سال ۱۳۲۰، باورهای ادبی و فرهنگی حزب تودهٔ ایران از طریق ادبیات شوروی بر نویسندگان ایرانی تأثیر گذاشت و کارگران و دهقانان به‌عنوان شخصیت‌های داستانی جدید به آثار نویسندگانی مانند به‌آذین و آل احمد راه پیدا کردند. چشمهایش اثر بزرگ علوی که در سال ۱۳۳۱ منتشر شد، جزو نخستین رمان‌های واقع‌گرای فارسی است با زبانی ساده و موجز و ساختار و شخصیت‌پردازی خوب. حسن کامشاد، این اثر را دارای «جایگاهی یکتا در ادبیات جدید ایران» می‌داند که رنج و مصیبت مردم عادی را به روشنی بیان می‌کند. در سال ۱۳۳۲ با وقوع کودتای ۲۸ مرداد، آزادی سیاسی و اجتماعی به‌شدت محدود شد و در آثار نسل جدیدِ نویسندگان این سال‌ها، «نقدِ اجتماع»، جای خود را به «نقدِ خود» داد. نویسندگان نوگرای این دوره، سعی کردند تعریف جدیدی از ادبیات متعهد به‌وجود آورند. یکی از مضمون‌های مهم داستان‌های ایرانی در این دوره، تشریح شکست آرمانخواهی و روشنفکری است. جلال آل احمد با تمثیل و واقع‌گرایی و بهرام صادقی با طنز در این زمینه آثاری نگاشته‌اند. در فاصله سال‌های ۱۳۳۶ تا ۱۳۴۰، نشر داستان و نمایشنامهٔ ایرانی به بیش از ۱۹ درصد کل صنعت چاپ و نشر کشور افزایش یافت. در سال ۱۳۴۰، علی‌محمد افغانی با آفرینش شوهر آهوخانم، یک شگفتی خلق کرد که نجف دریابندری آن را «تراژدی عمیقی» توصیف کرده‌است که می‌توان صحنه‌هایی از آن را با آثار تولستوی و بالزاک مقایسه کرد. حسن میرعابدینی، ادبیات سال‌های ۱۳۴۲ تا ۱۳۵۷ را «ادبیات بیداری و به‌خودآیی» نامیده‌است. محمدعلی سپانلو معتقد است که رمان‌نویسی از سال ۱۳۴۰ به شکل یک موج جدی و یک نهضت درآمد. یکی از ویژگی‌های بارز رمان‌های این دوره، تاریخ‌گرایی است؛ منتها مشاهدهٔ تاریخی رویدادها و ویژگی‌های اجتماعی زمانه جایگزین افسانه‌ها و رویدادهای باستانی شد. رمان‌های تنگسیر (۱۳۴۲) و سنگ صبور (۱۳۴۵) اثر صادق چوبک دارای جنبه‌های تاریخی قوی هستند. در سال ۱۳۴۸، نخستین رمان تاریخ‌گرای فارسی با نام سووشون به قلم سیمین دانشور منتشر شد. بعداً، ایرج پزشکزاد در دایی‌جان ناپلئون با رویکردی طنزآمیز و احمد محمود در همسایه‌ها از چنین رویکردی بهره گرفتند. همسایه‌ها پس از انتشار در سال ۱۳۵۳ موجی جدید در ادبیات ایران ایجاد کرد.
با وقوع انقلاب در سال ۱۳۵۷، ولع کتاب‌خوانی در ایران شدت گرفت و رمان‌نویسی نیز به‌عنوان قالب متداول ادبی مورد توجه قرار گرفت. رمان‌های نوشته شده در این دوره، از دوره‌های قبلی بیشتر بود. نخستین آثار این دوران را نویسندگان مشهور قبل از انقلاب نوشتند؛ مانند گلشیری، فصیح و دولت‌آبادی. در سال ۱۳۵۹، با شروع جنگ، فصل جدیدی در ادبیات ایران شروع شد که ادبیات جنگ نام گرفت. تا سال ۱۳۷۰، نزدیک به ۱۶۰۰ داستان کوتاه و ۴۶ رمان و داستان بلند با موضوع جنگ در ایران منتشر شد. مهاجرت، مرگ و گریز از اضطراب، از جمله مضمون‌های مورد استفاده در این رمان‌ها بودند. زمین سوخته احمد محمود نخستین رمان مستند است که جنبه‌ای حماسی دارد و در کنار ویرانگری جنگ، رشادت‌های مردم را نشان می‌دهد. یکی از ویژگی‌های رمان‌نویسی بعد از انقلاب ۱۳۵۷، بومی شدن و منطقه‌ای شدن ادبیات است؛ به این معنی که تهران به عنوان پایتخت سیاسی و اقتصادی، اهمیت خود را در آثار ادبی از دست می‌دهد. به‌طور مثال، داستان‌های احمد محمود، منیرو روانی‌پور و محمود دولت‌آبادی در مناطق مختلف مختلف ایران روی می‌دهد. همچنین برای نخستین بار، سبک رئالیسم جادویی از ادبیات آمریکای لاتین به ادبیات فارسی راه پیدا کرد. استفاده از مفاهیم روان‌کاوی نیز در بین نویسندگان رمان پس از انقلاب جایگاه قابل قبولی داشته‌است. عباس معروفی در نخستین و مشهورترین رمان خود، سمفونی مردگان، توانست ساختارهای زیباشناختی و روانکاوانه را با موفقیت به‌کار گیرد. از اواخر دههٔ ۷۰، رمان‌های عامه‌پسند و سرگرم‌کنندهٔ زیادی نوشته و منتشر شدند که نویسندهٔ بسیاری از آن‌ها، زنان بودند. یکی از مشهورترین کتاب‌ها در این زمینه، بامداد خمار است. در این دوران، آثار زیادی چه از فارسی به زبان‌های دیگر و چه برعکس، ترجمه شد. همچنین زنان نویسنده جایگاه و نقش تثبیت‌شده‌ای یافتند.

## پیش‌زمینه و پیدایش

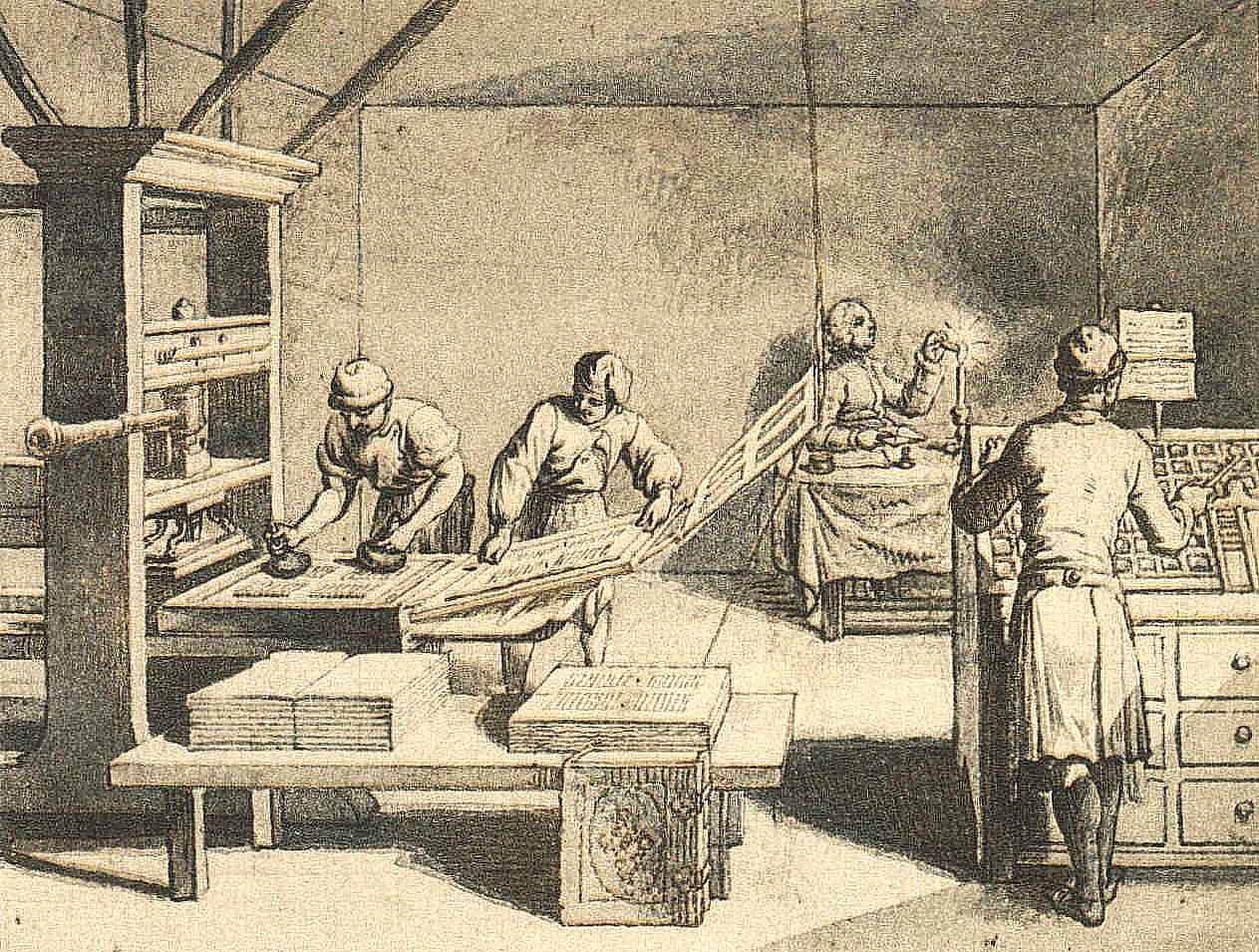
گسترش صنعت چاپ و انتشار مطبوعات از عوامل تأثیرگذار در پیدایش رمان در ایران بود.

پیش‌زمینهٔ پیدایش رمان در اغلب مواقع، شکل‌گیری طبقهٔ جدید بورژوا در جامعه است که اندیشه‌هایی اصلاح‌طلبانه، ملی‌گرایانه و گاه نوکیشانه در میان آنها گسترش می‌یابد. در بستر این تحول فکری است که شکل‌های ادبی قدیمی انکار می‌شوند و قالب‌ها و شکل‌های جدید، به‌ویژه رمان، مجال رشد پیدا می‌کنند. طایفی، استاد ادبیات فارسی، شروع جریان روشنفکری در ایران را در ارتباطی تنگاتنگ با ادبیات داستانی می‌داند. او خاستگاه این جریان را در دوران فتحعلی شاه قاجار و اعزام تعدادی دانشجو به خارج از کشور بیان می‌کند که نخستین نشانه‌های بیداری را در ایرانیان پدیدآورد. رمان در ایران نیز اندکی پس از پیدایش رمان در ترکیه و جهان عرب و تقریباً همزمان با پنجاب، تحت تأثیر همین شرایط ظهور کرد. سیر تاریخی شکل‌گیری این طبقهٔ اجتماعی به اوایل دورهٔ قاجار بازمی‌گردد که حکومت در مواجهه با قدرت‌های بزرگ آن دوران، به‌خصوص روسیه و انگلیس، متحمل شکست‌های پیاپی شد و این فکر که ایران در زمینه‌های مختلف دچار عقب‌افتادگی است، در ذهن برخی نخبگان آن دوران شکل گرفت. به موازات، گسترش صنعت چاپ و شروع انتشار مطبوعات در ایران نیز در دگرگونی نظام ادبی تأثیرگذار بوده‌است؛ چنان‌که خاستگاه بسیاری از رمان‌نویسان برجستهٔ ایران، ترکیه و کشورهای عربی، مطبوعات بوده‌است. پدیدهٔ دیگری که در پیدایش نوع ادبی رمان مؤثر بود، ترجمهٔ رمان‌های غربی است که فهم انواع ادبی وارداتی را امکان‌پذیر ساخت. کریستف بالایی، استاد ادبیات فارسی، رمان جدید در ایران را پیوند این دو جریان مهم (گسترش مطبوعات و گسترش ترجمه) می‌داند. همچنین فرامرز خجسته، استاد ادبیات فارسی، گسترش ایدهٔ فردباوری و گفتمان ناسیونالیسم را به عنوان یکی از پیش‌زمینه‌های پیدایش رمان در ایران مطرح می‌کند. رمان به‌عنوان یک نوع ادبی جدید، در قرن بیستم میلادی در ایران ظهور کرد و رشدی کُند و ناپیوسته را پشت سر گذاشت. اما به تدریج توانست جای خود را در ادبیات فارسی باز کند و خوانندگان ایرانی را مسحور خود سازد؛ چنان‌که گاهی واژه «رمان» به‌عنوان مترادفی برای تجدد به کار می‌رفت.
کریستف بالایی، سه کتاب امیر ارسلان، کتاب احمد و سیاحت‌نامهٔ ابراهیم‌بیگ را بازتابی کامل از ادبیات فارسی در اواخر قرن نوزدهم میلادی می‌داند. متن این کتاب‌ها ساختاری روایی دارند و با استفاده از نقل قول، با سنت ارتباط برقرار می‌کنند. اگر چه می‌توان در اطلاق رمان به این سه کتاب مناقشه کرد، اما آنها را باید گام‌هایی جدی به‌سوی رمان نوین تلقی نمود. این سه کتاب، لحن، مقصود و بافت ادبی متفاوتی دارند و نمادی از سه قشر کتابخوان آن دورانند؛ امیر ارسلان آخرین نمونهٔ رمان عامیانهٔ فارسی و نماد جامعهٔ اشراف‌زادگان و درباریان است، کتاب احمد، توصیفی از واقعیت‌های روزمره و تصور آینده‌ای مطلوب است که می‌تواند دانشمندان و مربیان را نمایندگی کند و در نهایت، سیاحت‌نامهٔ ابراهیم‌بیگ گامی مردد به سوی واقع‌گرایی و انتقاد اجتماعی است و از این حیث نماد مخالفان سیاسی و آزادی‌خواهان آن دوران به حساب می‌آید.
کریستف بالایی، نخستین فرم نثر مدرن در ایران را رمان می‌داند. اما سیر تحول و تکامل آن را بسیار طولانی می‌شمارد؛ چنان‌که از زمان پیدایش تا رسیدن آن به بلوغ و فرم مشخص، ۶۰ سال طول کشید. اما به‌طور مثال، داستان کوتاه که بعد از رمان ظهور کرد، ظرف مدت خیلی کوتاه‌تری بالغ شد. وی معتقد است که سیر تحول در رمان متوقف نشد و رمان‌های امروزی با رمان‌های دهه‌های قبل، تفاوت‌های چشم‌گیری دارند، در حالی که این تفاوت در داستان کوتاه مشاهده نمی‌شود.
رمان ایرانی ابتدا با ارائهٔ تفسیری دوباره از شکل‌های کهنه (مانند حکایت و روایت) در داستان‌های تاریخی یا عاشقانه شکل گرفت و سپس تحت تأثیر رمان‌های اروپاییِ ترجمه‌شده سمت و سوی رمان تاریخی پیدا کرد و با فاصلهٔ چند سال، انواع گرایش‌های گوناگون واقع‌گرا در آن رشد کرد. حسن میرعابدینی، نویسنده و منتقد ادبی، داستان‌نویسی نوین ایران را به پنج دورهٔ تاریخی تقسیم‌بندی کرده‌است. این تقسیم‌بندی بر اساس مشهورترین رویدادهای تاریخ معاصر ایران صورت گرفته‌است. میرعابدینی بر این باور است که مضمون‌های اصلی آثار ادبی -از جمله رمان- با روی‌دادن رخدادهای مهم تاریخی و فرهنگی تاریخ معاصر تغییر کرده‌است؛ چراکه در هر دوره نویسندگان کوشیده‌اند واقعیت‌های اجتماعی را در آثار خود بازتاب دهند.

## دوره نخست: ۱۲۵۳ تا ۱۳۲۰
اگرچه نگارش افسانه‌ها و حکایت‌ها به شعر و نثر در ادبیات ایران سابقه‌ای دیرینه دارد، اما رمان‌نویسی به شیوهٔ متداول در غرب، عملاً از دوران مشروطه شروع شد. در این دورهٔ تاریخی، نظام اجتماعی قدیمی ایران با گسترش نظام سرمایه‌داری دستخوش تغییر شد و به تبع آن، ادبیات فارسی نیز در تمایل به قانون‌محوری جامعه، اصلاح‌طلبی اجتماعی و صنعتی شدن، به‌شدت از فرهنگ غرب تأثیر پذیرفت. نویسندگان این دوره، انتقاد از استبداد و مذمت باورهای خرافی و کهنه را رسالت خود می‌دانستند و برای بیان مفهوم‌های تازه، از ادبیات روسیه و فرانسه کمک می‌گرفتند. نخستین ایرانیانی که در آن دوره رمان و نمایشنامه می‌نوشتند، کسانی بودند که به‌نحوی با کشورهای پیشرفتهٔ غربی آشنایی پیدا کرده بودند؛ روشنفکران مقیم خارج، تاجران مهاجر و تبعیدی‌های سیاسی. آنها با مشاهده حاکمیت قانون، پیشرفت‌های صنعتی و دیوان‌سالاری دولت‌ها، به انتقاد از وضعیت موجود ایرانِ زمان خود پرداختند و برخلاف ادیبان قبل از خود، نثر را از قالب دشوار و کهنه‌اش خارج کردند تا به جای اشراف، مردم عادی را مخاطب قرار دهند؛ مردمی از طبقهٔ متوسط که می‌خواهند دربارهٔ زندگی و روزگار خود بخوانند. به این ترتیب، شخصیت‌گرایی یا تمرکز بر بر زندگی انسان‌های عادی در جامعه به‌عنوان شخصیت‌های داستان، در ادبیات داستانی ایران شکل گرفت. تحولات فرهنگی و اجتماعی در آن دوران، به موفقیت این گونهٔ ادبی کمک کرد. با ورود مظاهر تمدن غربی به کشور (مانند مدرسه، چاپ و روزنامه) بر شمار باسوادان جامعه افزوده شد و شمار بیشتری از مردم توانایی مطالعهٔ این آثار جدید را پیدا کردند.
از سوی دیگر، نویسندگان مشروطه‌خواه، هوشیارانه یا ناهوشیارانه، در تلاش برای از بین بردن شکاف عمیقی که بین زبانِ گفتار و زبانِ نوشتار در فارسی به‌وجود آمده بود، می‌کوشیدند. رخت بستن خلاقیت و نوآوری در ادبیات فارسی (احتمالاً از قرن نهم هجری تا آن دوران) زبانِ نوشتار را به یک پوستهٔ بلاغی خشک و مختص به اشراف و تحصیل‌کردگان تبدیل کرده بود و عامهٔ مردم از آن هراس داشتند. یکی از نمودهای برجستهٔ این تلاش‌ها، مجموعه مقالات طنزی بود که با عنوان چرند و پرند، به قلم علی‌اکبر دهخدا در نشریهٔ صور اسرافیل منتشر می‌شد. دهخدا با ابداع سبک جدیدی در نثر، توانست بین نوشتار و گفتار پلی بزند و راه را برای کاربرد زبانِ گویای روزمرهٔ مردم در نوشتار باز کند.
نخستین رمان ایرانی را میرزا فتحعلی آخوندزاده در سال ۱۲۵۳ با نام ستارگان فریب‌خورده نوشت. این رمان که به زبان ترکی منتشر شد و میرزا جعفر قراجه‌داغی آن را به فارسی برگرداند، یک رمان کوتاه تاریخی است که داستان آن در دوران صفویه رخ داده، اما نویسنده، واقعیت‌های زمان خود را با رویکردی انتقادی توصیف کرده‌است. پس از ستارگان فریب‌خورده، چند سفرنامه داستانی نوشته‌شد که مشهورترین آنها سیاحت‌نامهٔ ابراهیم‌بیگ اثر زین‌العابدین مراغه‌ای است. این اثر، نمونه‌ای از یک اثر واقع‌گرایانه در دوران مشروطه است که تحت تأثیر واقع‌گرایان روس نوشته شده‌است.
پس از سال ۱۲۸۴ تا سال ۱۳۰۰، جنگ جهانی اول شروع شد و بحران اقتصادی و نابسامانی اجتماعی دامن ایران را گرفت. اصلاحات جنبش مشروطه به بن‌بست رسید و یاس عمومی در کشور فراگیر شد. نگارش رمان‌های تاریخی در این دوران با دستمایه قرار دادن هویت و امنیت ملی در این دوران ظهور کرد. به‌این‌ترتیب، نویسندگان با نوشتن از شکوه گذشتهٔ ایران و قهرمانان مردمی دوران قدیم، به دنبال تحقق رویاهای خود در گذشته بودند. ترجمهٔ رمان‌های تاریخی غربی مانند الکساندر دوما از سال ۱۲۶۰ در رواج رمان تاریخی تأثیرگذار بود. اهمیت و تأثیر آثار ترجمه‌شدهٔ غربی، از دو جنبه قابل توجه است: اول این که نویسندگان ایرانی توانستند از شیوه‌های توصیف در این آثار الگوبرداری کنند و دوم این که استقبال عمومی از آن‌ها، ظهور یک جمعیت کتاب‌خوان جدید، عمدتاً از طبقهٔ متوسط شهری را نشان داد که سلیقه و ترجیحات جدیدی در انتخاب کتاب داشت.
رمان‌های تاریخی این دوره، از لحاظ نوع نگرش به حرکت تاریخ، آثاری سنت‌گرا بودند؛ این آثار بر محوریت یک قهرمان تاریخی شکل می‌گرفتند و با بزرگنمایی و اغراق در منش و روش آن قهرمان، بی آن که به زمینه‌های شکل‌گیری چنین شخصیتی بپردازند، به تمجید عظمت و شکوه از دست رفتهٔ ایران می‌پرداختند. این آثار عملاً در بازسازی واقع‌گرایانهٔ گذشته ناکام بودند. یان ریپکا، نویسندهٔ کتاب تاریخ ادبیات ایران معتقد است که با بررسی رشته‌های مختلف ادبیات ایران در دوران پس از مشروطه، می‌توان دریافت که نویسندگان ایرانی، بیش از هر چیز، دغدغهٔ حیات معاصر ملت و مشکلات مبتلابه آن را داشتند و از این رو، نوعی احساس وظیفهٔ میهن‌پرستانه برای نشان دادن گذشتهٔ پربار تاریخی به مردم، آنها را به انتخاب موضوعاتی از گذشته‌های دور واداشت. وی به عبدالحسین صنعتی‌زاده به عنوان داستان‌سرای پرکار آن دوران اشاره می‌کند که نخستین رمانش، دام‌گستران یا انتقام خواهان، خواننده را به دادگاهی در زمان یزدگرد سوم، آخرین پادشاه ساسانی می‌برد. به نظر یحیی آرین‌پور، نویسنده کتاب از صبا تا نیما، او تصاویری از انحطاط اخلاقی و سیاسی دوره ساسانی ساخته و از سوی دیگر مخاطرات دوران قاجار را بیان کرده‌است. وی از این ترفند برای ایجاد توازی و شباهت دو دورهٔ ساسانی و قاجار استفاده کرد. علاوه بر صنعتی‌زاده، از مهم‌ترین نویسندگان رمان‌های تاریخی در این دوره، می‌توان به محمدباقر خسروی، شیخ موسی نثری و حسن خان بدیع اشاره کرد که هر چهار تن از سیاست پرهیز کردند و به تعبیر حسن کامشاد، پژوهشگر ادبیات فارسی، در جستجوی رهنمودهای اخلاقی، به گذشته حماسی، پهلوانی و باستانی با «دیدی نشات گرفته از ادبیات رمانتیک و حسرت‌بار ادبیات قرن نوزدهم اروپا» روی آوردند. عبدالعلی دستغیب، پژوهشگر زبان فارسی، این آثار را دارای جنبه‌های هنری تازه‌ای، به‌خصوص در نثر، تصویرسازی و روایت داستانی می‌داند و آن‌ها را از این حیث دارای اهمیت برجسته‌ای در ادبیات مدرن فارسی می‌شمارد.
علاوه بر آثار این نویسندگان، رمان‌های تاریخی زیاد دیگری نیز در این دوره نوشته شد؛ چرا که گذشته تاریخی ایران، دستمایه‌های فراوانی در اختیار نویسندگان این رمان‌ها می‌گذاشت تا بخشی از تاریخ را انتخاب و با تخیل خود ترکیب کنند و یک رمان تاریخی بنویسند. اکثر این کتاب‌های انباشته از تحریف و سهو، ارزش تاریخی یا ادبی نداشتند، اما از آنجا که سرگرم‌کننده بودند، مورد استقبال عموم قرار می‌گرفتند. در بسیاری از این آثار، باورهای نژادپرستانه و به‌خصوص روحیهٔ ضد عربی به چشم می‌خورد که رد پای آن حتی در آثار نویسندگانی چون صادق هدایت و بزرگ علوی نیز مشاهده شده‌است. این ژانر با روی کار آمدن رضاشاه در سال ۱۲۹۹ مورد حمایت حاکمیت و دربار قرار گرفت و تا سال ۱۳۲۰ در فضای ادبیات ایران نقش جدی داشت.
نخستین رمان‌های اجتماعی نیز در این دوران و در سال‌های پس از جنگ جهانی اول نوشته شدند. در موارد متعددی، شخصیت‌های این رمان‌ها کارمندان یا فاحشه‌ها بودند. اما این آثار نیز کمتر به عمق رفتند و به جای پرداختن به درک اجتماعی فساد، به دلسوزی با زنان روسپی اکتفا کردند. اهمیت رمان‌های اجتماعی این دوران در طرح مسئله آزادی زنان و نشان دادن فساد و زوال اخلاقی قشرهای بالای جامعه است. تهران مخوف اثر مشفق کاظمی، نخستین رمان اجتماعی به زبان فارسی است که در سال ۱۳۰۴ نوشته شد و داستان عشق نجیب‌زاده‌ای تنگدست به دختر یک مرد ثروتمند و فرصت‌طلب را بازگو می‌کند. این رمان به باور میرعابدینی، اثری آشفته و به لحاظ هنری ضعیف است. علاوه بر تهران مخوف، در آثار دیگر نویسندگان رمان‌های اجتماعی آن دوران مانند یحیی دولت‌آبادی و عباس خلیلی نیز شخصیت‌پردازی سست و نقل داستان‌های فرعیِ بی‌ارتباط با داستان اصلی مشاهده می‌شود. حسن کامشاد، زبان این داستان‌ها را دور از زبان مردم می‌داند و معتقد است که ورود نویسنده به جزئیات و فرعیات باعث می‌شود رشتهٔ اصلی داستان از دست برود. به عقیدهٔ او، شخصیت‌ها و رویدادهای این رمان‌ها، ناشیانه و به دور از رنگ و بوی واقعیت پرداخته شده‌اند.
با ظهور دوران پهلوی و حاکم شدن رویه‌های سانسور، پرداختن به رویدادها و شخصیت‌های معاصر در قالب رمان‌های تاریخی محدودتر شد و انگیزه اعتراض مدنی، نویسندگان را بیش از پیش به نگارش رمان اجتماعی سوق داد. رمان‌های اجتماعی این دوره، بیشتر متأثر از سبک ناتورالیسم داستان‌نویسان اروپایی، به‌خصوص امیل زولا بودند. «زن» و «شهر» به عنوان دستمایه‌های این رمان‌ها کاربرد زیادی داشتند. با فراگیر شدن این رویکرد، شخصیت‌های زن در رمان‌های ایرانی، از قلمرو فانتزی خارج شدند و نقش‌های واقعی‌تری در داستان‌ها پیدا کردند؛ اگرچه خالق آنها هنوز هم مردان بودند و ایفای نقش قربانیِ جریان‌های شیطانی مدرنیته، برای آنها به یک کلیشه تبدیل شد.
در سال ۱۳۱۵، صادق هدایت که پیش از این چند مجموعه داستان کوتاه موفق نوشته بود، بوف کور، نخستین رمان واقعی فارسی را نوشت. بوف کور داستانی ساده دارد؛ مردی منزوی زن خیانتکارش را می‌کُشد و داستان آن را دو بار برای سایه‌اش که روی دیوار افتاده، روایت می‌کند: یک بار آنچه در واقعیت اتفاق افتاده (در بخش دوم کتاب) و یک بار چنان‌که او می‌خواهد باشد (در بخش اول). هدایت در این اثر، برخلاف رمان‌های متداول آن روز، که به گزارش رویدادهای بیرونی می‌پرداختند، درگیری درونی شخصیت داستان خود را با جهانی نامساعد توصیف کرده‌است. منتقدان این رمان را تا سالها بعد، از جنبه‌های مختلف اجتماعی، فلسفی، تاریخی و روانی تفسیر و نقد کردند. در طول داستان، صحنه‌ها و رویدادها بر روی هم منعکس می‌شوند، زمان از یک روند خطی پیروی نمی‌کند و واقعیت و وهم درهم‌تنیده‌اند. بوف کور راه را برای استفاده از تکنیک‌های خلاقانه توسط نویسندگان بعد از خود باز کرد و باعث شد ادبیات تجربی به‌عنوان یکی از بخش‌های جدایی‌ناپذیر نثر فارسی جا بیفتد. این اثر همچنین نخستین رمان مدرن ایران بود که به زبان انگلیسی ترجمه شد.

## دوره دوم: ۱۳۲۰ تا ۱۳۳۲

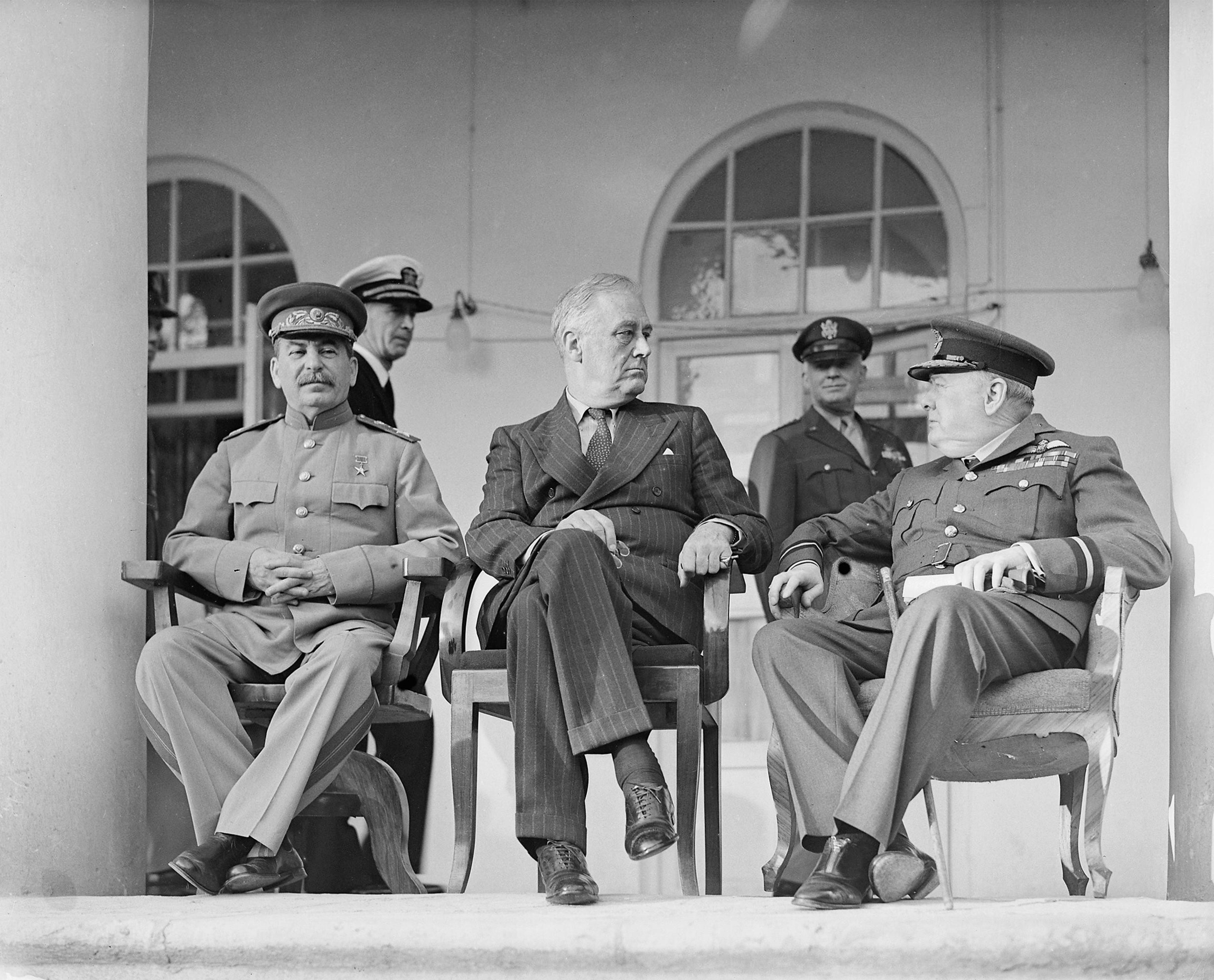
تصمیم سران متفقین در تهران مبنی بر برکناری رضاشاه، باعث ایجاد خلأ قدرت و حاکم شدن فضای نسبتاً آزاد سیاسی در ایران شد.

در شهریور ۱۳۲۰ با اشغال ایران به‌دست متفقین در جریان جنگ جهانی دوم، رضاشاه از قدرت کنار رفت و فرزندش محمدرضا بر تخت نشست. خلأ قدرت و تزلزل سیاسی از یک سو به فعالان اجتماعی مجال عرض اندام داد و در مقابل، سرمایه‌داران و افراد صاحب‌نفوذِ دربار در پی بازگرداندن اقتدار حاکمیت شاه بودند. این دوقطبی، سال‌های ۱۳۲۰ تا ۱۳۳۲ را به سال‌هایی پر از درگیری و تحرک و اعتراض مبدل کرد. در بستر این گوناگونی، ادبیاتی متنوع شکل گرفت و جریان‌های ادبی مختلف در کنار یکدیگر به ظهور رسیدند؛ از یک سو ادبیات عامه‌پسند سال‌های پیشین به حیات خود ادامه داد و از سوی دیگر، نویسندگان جوانی با تأثر از مکتب‌های فکری و ادبی نوین ظهور کردند. در این دوران باورهای ادبی و فرهنگی حزب توده از طریق ادبیات شوروی بر نویسندگان ایرانی تأثیر گذاشت و کارگران و دهقانان به‌عنوان شخصیت‌های داستانی جدید به آثار نویسندگانی مانند به‌آذین و آل احمد راه پیدا کردند. با این که نویسندگان آینده‌داری مانند آل احمد، به‌آذین، گلستان و چوبک در این دوره به عرصه رسیدند، اما رمان‌های برجسته و تأثیرگذار اندکی در این دوره خلق شدند. نابسامانی اقتصادی در این دوران، باعث شد میزان نشر کتاب در برخی از سال‌های این دوره کاهش پیدا کند و به‌همین دلیل، بسیاری از رمان‌نویسان این دوره، به‌خصوص آنها که رمان‌های اجتماعی و تاریخی به سبک دوره اول می‌نوشتند، آثار خود را به‌صورت پاورقی‌های دنباله‌دار در نشریات منتشر می‌کردند و برخی نیز به نگارش داستان کوتاه روی آوردند.
با بهره‌گیری از فضای بازِ به‌وجودآمده، حاجی آقا، به قلم صادق هدایت ابتدا در سال ۱۳۲۴ به‌صورت پاورقی و بعداً، در سال ۱۳۳۰ به‌صورت کتاب منتشر شد. این رمان، تصویری طنز از یک تاجر حریص، فاسد و مرتجع ساخته که اختلاف حل‌نشدنی بین سنت‌های فاسد و مدرنیتهٔ ناپخته، بر زندگی او سایه انداخته است. این کتاب، به‌گفتهٔ میرعابدینی، تصویر گسترده‌ای از وضع اجتماع و شیوهٔ زندگی مردم در پیش و پس از ۱۳۲۰ خورشیدی ارائه می‌کند و هدایت با نوشتن آن، افشاگری‌های تند و تیز روزنامه‌های جنجالی آن دوران را نشان می‌دهد و به انتقاد از شخصیت‌های واپس‌گرای اجتماعی و رجال دورهٔ بیست ساله (۱۳۰۰–۱۳۲۰ خورشیدی) می‌پردازد. به باور او، هدایت در هماهنگ‌سازی نثر با زبان شخصیت‌ها در موقعیت‌های گوناگون داستان موفقیت بارزی داشته است. میرعابدینی همچنین داستان حاجی آقا را گنجینه‌ای از فرهنگ مردمی، باورهای سنتی آن‌ها و گویش‌های محاوره‌ای‌شان دانسته است.
محمدعلی جمال‌زاده که به‌عنوان نویسندهٔ نخستین داستان‌های کوتاه فارسی شهرت یافته بود، در سال ۱۳۲۱ نخستین رمان خود را با نام دارالمجانین منتشر کرد. رمان‌های بعدی او با نام‌های قلتشن دیوان در سال ۱۳۲۵، راه‌آب‌نامه در سال ۱۳۲۷ و سر و ته یه کرباس در سال ۱۳۳۴ منتشر شد. اما منتقدان، این آثار را ضعیف‌تر از نخستین داستان‌های او، به‌خصوص یکی بود یکی نبود، دانستند و آن را توصیفی از راه دور و بدون لمس کردن جامعه ایرانی تلقی کرده‌اند. محمدعلی کاتوزیان، نویسنده و پژوهشگر از این واکنش‌های انتقادی که به‌خصوص، در فاصلهٔ سال‌های ۱۳۲۰ تا ۱۳۴۰ در نشریات به چاپ رسیده است، با عنوان «جمال‌زاده‌زدایی» در ادبیات ایران نام می‌برد و دلیل آن را عدم وابستگی وی به جریان‌های سیاسی غالب آن دوران؛ یعنی ناسیونالیسم و سوسیالیسم می‌داند. وی معتقد است که این آثار، کم‌وبیش خوانده‌نشده توسط منتقدان رد شده‌اند.
تمایل به نگارش داستان سورئال با تاثیرپذیری از بوف کورِ هدایت نیز یکی از جریان‌های این دوره است. مشهورترین اثر در این سبک، زن پشت در مفرغی نوشتهٔ احمد شاملو است. اساسی‌ترین عناصر داستان بوف کور در این اثر دیده می‌شود، با این تفاوت که شاملو برای قبولاندن رویاهای قهرمان داستان، برخلاف هدایت، کمتر از مسائل زمینی جدا شده است.

چشمهایش از نخستین رمان‌های واقع‌گرای فارسی است.

در این دوره، ترجمهٔ آثار واقع‌گرایانهٔ روسی، اروپایی و آمریکایی شدت بیشتری گرفت و آثار متعددی از نویسندگان بزرگ جهان مانند ماکسیم گورکی، اشتفان تسوایک، جک لندن، تولستوی، مارک تواین، استاین‌بک و دیگران در این دوره به فارسی برگردانده شد. آثار داستانی فارسی که در سال‌های ۱۳۱۶ تا ۱۳۲۰ در حدود ۷ درصد از صنعت چاپ و نشر ایران را به خود اختصاص داده‌بود، در سال‌های ۱۳۲۱ تا ۱۳۲۵ به کمتر از ۳ درصد رسید و در مقابل، آثار ترجمه از ۱ درصد به بیش از ۹ درصد افزایش یافت. آثار ترجمه‌شده، با نمایش مهارت نویسندگان بزرگ جهان در توصیف شخصیت‌ها و رویدادها، افق جدیدی را پیش روی نویسندگان ایرانی باز کرد. به‌تدریج، توجه نویسندگان ایرانی نیز از توصیف حالات درونی و روحی شخصیت‌ها به بیان دیدگاه‌هایشان نسبت به انسان و جامعه معطوف شد؛ چنان‌که در نخستین کنگره نویسندگان که در سال ۱۳۲۵ برگزار شد، بر لزوم توجه به واقع‌گرایی و زیبایی‌شناسی هنری تأکید شد. علاوه بر مضمون، اصول و شگردهای داستان‌نویسی در ایران نیز تحت تأثیر آثار ادبی خارجی قرار گرفت. به پیروی از جنبهٔ اعتراضی ادبیات آمریکا، آل احمد، از رنجی که می‌بریم و گلستان، آذر، ماه آخر پا ییز را خلق کردند و کوشیدند تقابل وحشی‌گری و انسانیت را نشان دهند. آن‌ها نخستین نویسندگان ایرانی بودند که در آثار خود به زیبایی نثر خود توجه جدی کردند. چشمهایش اثر بزرگ علوی و دختر رعیت اثر به‌آذین که هر دو در سال ۱۳۳۱ منتشر شدند، جزو نخستین رمان‌های واقع‌گرای فارسی‌اند که با ساختار و شخصیت‌پردازی خوب، جایگاه مشخصی در ادبیات پیشرو ایران باز کردند؛ اگرچه در این دو رمان نیز واقعیت‌های اجتماعی تنها از دریچه‌ای محدود بیان شده است. علوی که در هنگام تحصیلش در آلمان به شدت تحت تأثیر بنیان‌گذار علم روان‌کاوی، زیگموند فروید بود، پس از پیوستن به مارکسیسم، تلاش می‌کرد در آثارش، از واقع‌گرایی سوسیالیستی بهره‌گیری کند. انتشار چشمهایش، تمجیدها و انتقادهای زیادی را به همراه داشت که بسیاری از این انتقادها از ناحیهٔ فعالان چپ در ایران بود. این انتقادها حتی در نشریات شوروی نیز منعکس شد. کامشاد معتقد است یکی از مهم‌ترین انتقادها به این اثر، زیاده‌روی نویسنده در «روان‌کاوی و درون‌نگری‌های رمانتیک» است که مانع پیشرفت داستان می‌شود و آن را از واقع‌گرایی دور می‌کند. با این حال، او این اثر را دارای «جایگاهی یکتا در ادبیات جدید ایران» می‌داند و آن را گونه‌ای «نقاشی واژگان از اوضاع و احوال زمان» می‌شمارد که رنج و مصیبت مردم عادی را به روشنی بیان می‌کند. این اثر زبانی ساده و موجز دارد که به زبان گفتار نزدیک است و در عین حال، به دام اصطلاحات عامیانهٔ غلوآمیز و هرزه‌گویی نیفتاده است؛ چنان‌که جرج مایکل ویکنز، استاد زبان فارسی و ایران‌شناسی، آن را راهنمای مفیدی برای شناخت زبان گفتاری فارسی دانسته است.

## دوره سوم: ۱۳۳۲ تا ۱۳۴۲
در سال ۱۳۳۲ با وقوع کودتای ۲۸ مرداد، آزادی سیاسی و اجتماعی به‌شدت محدود شد و حاکمیت از فعالیت بسیاری از روزنامه‌ها و نهادهای اجتماعی جلوگیری کرد. فروکش کردن تب‌وتاب سیاسی، با رشد داستان‌نویسی همراه شد و اگرچه انتشار داستان‌های دنباله‌دار به‌عنوان پاورقی در روزنامه‌ها همچنان ادامه داشت، اما چاپ کتاب‌های داستانی ایرانی و ترجمه‌شده رونق بیشتری گرفت. در فاصله سال‌های ۱۳۳۶ تا ۱۳۴۰، نشر داستان و نمایشنامهٔ ایرانی به بیش از ۱۹ درصد و نشر داستان و نمایشنامهٔ ترجمه به بیش از ۱۳ درصد کل صنعت چاپ و نشر کشور افزایش یافت. این رونق مترجمان غیرحرفه‌ای زیادی را به کار ترجمه ترغیب کرد و باعث شد کتاب‌های زیادی بدون توجه به ارزش هنری و محتوا و بدون رعایت کردن اصول برگرداندن آثار ادبی وارد بازار نشر شوند؛ چنان‌که در بسیاری موارد، کتاب‌ها از زبان‌هایی غیر از زبان اصلی اثر به فارسی برگردانده شدند و نتیجهٔ این رویکرد، ورود ترکیب‌های بیگانه، عبارت‌های غلط و اشتباهات دستوری فراوان در آثار منتشر شدهٔ این دوره بود. اغلب آثار داستانی ایرانی، آثار ملال‌آوری بودند و کمتر مورد توجه قرار گرفتند. در این دوره، نثر خشن و پرتحرک ادبیات آمریکا جای ادبیات رئالیستی روسیه را گرفت و آثار متعددی از همینگوی، سلینجر، فاکنر و دیگر نویسندگان آمریکایی به فارسی ترجمه شد.

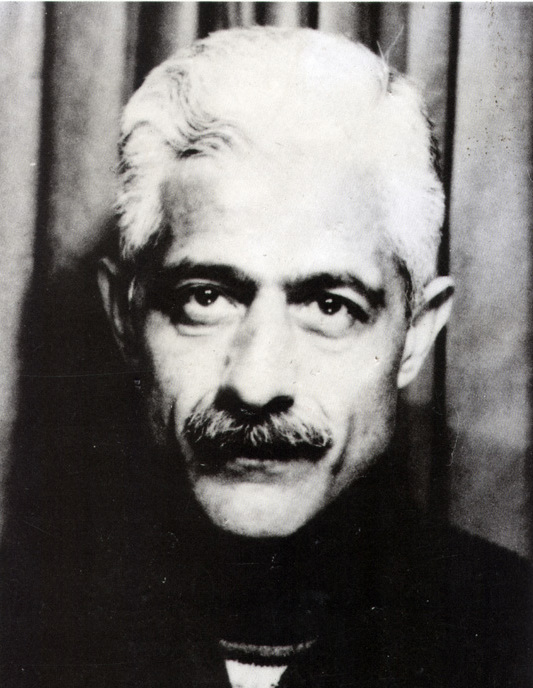
نوشته‌های جلال آل احمد در این دوران مورد توجه جامعه روشنفکر ایرانی قرار داشت.

این دهه، دههٔ ناامیدی و پشیمانی بود. در آثار نسل جدیدِ نویسندگان این دهه، که آرمان‌های سیاسی‌شان خدشه‌دار شده بود، «نقدِ اجتماع»، جای خود را به «نقدِ خود» و رمانتیسم درون‌گرا داد. نویسندگان نوگرای این دوره، سعی کردند با دور زدن حاشیه‌های واقع‌گرایی اجتماعی، که در آثار نویسندگان عوام‌گرا برجسته بود، تعریف جدیدی از ادبیات متعهد به‌وجود آورند. یکی از مضمون‌های مهم داستان‌های ایرانی در این دوره، تشریح شکست آرمانخواهی و روشنفکری است. جلال آل احمد با تمثیل و واقع‌گرایی و بهرام صادقی با طنز در این زمینه آثاری نگاشته‌اند. جلال آل احمد در این دوره، به دلایلی که همه آن‌ها ادبی نیستند، مورد توجه جامعه روشنفکر ایرانی واقع شد. در بین نویسندگان این دوره، او یکی از شخصیت‌های محوری است که عمیقاً به طرح سؤالاتی در زمینه عدالت اجتماعی، زندگی فکری و مذهبی و بیگانگی و استعمار فرهنگی پرداخته‌است. او آثار متنوعی از جمله مقالات انتقادی، سفرنامه، قوم‌نگاری، خودزندگی‌نامه و همچنین داستان دارد. رمان تحسین‌شدهٔ او که با نام مدیر مدرسه در سال ۱۳۳۷ منتشر شد، داستان روشنفکری را به تصویر می‌کشد که پیش‌بینی‌های او درست از آب در نمی‌آید و با وقوع کودتا آخرین امیدهای او از بین می‌رود. او در این داستان، سعی می‌کند خواننده را متوجهِ پوچی روش‌های به‌کاررفته در نظام آموزشی و برنامه‌های تربیتی کند. آل احمد دو داستان بلند دیگر با نام‌های سرگذشت کندوها (۱۳۳۳) و نون والقلم (۱۳۴۰) را نیز در این دوره منتشر کرد. آل احمد در همه این داستان‌ها، در نقش منتقد اجتماعی ظاهر شده‌است.
نویسندگان دیگری چون به‌آذین، رضا مرزبان و نادر ابراهیمی نیز از زبان تمثیل برای بیان رمانتیک، خیال‌انگیز و افسانه‌ای استفاده کردند. در گرایشی شدیدتر، آثاری چون یکیلا و تنهایی او نوشتهٔ تقی مدرسی و ملکوت نوشتهٔ بهرام صادقی، با الهام از عهد عتیق و داستان‌های اسطوره‌ای، جنگ خدا و شیطان را دستمایه قرار دادند؛ جنگی که خمیرمایهٔ اصلی تاریخ است.
نوشتن داستان‌های اجتماعی و انتخاب سوژه در بین مردم عادی و مخصوصاً مردم فقیر، از سال ۱۳۳۷ دوباره رونق گرفت. نویسندگان جوان، در این موج جدید انتقاد از فقر، خرافات و قراردادهای اجتماعی را به‌عنوان سوژه برگزیدند. حسن میرعابدینی از این موج جدید با عنوان «اجتماع‌نگاری‌های شتاب‌زده» یاد می‌کند زیرا اغلب این داستان‌های اجتماعی، گزارش یا عکسی از وقایع روزمره بودند، بی آن که دیدِ خواننده را به سطحی فراتر افزایش دهند. در سال ۱۳۴۰، علی‌محمد افغانی با آفرینش رمان ۹۰۰ صفحه‌ایِ شوهر آهوخانم، جایزهٔ داستان برگزیدهٔ این سال را دریافت کرد. این رمان که میرعابدینی آن را یک «شگفتی» و «برجسته‌ترین رمان اجتماعی این دوره» نامید و نجف دریابندری آن را «تراژدی عمیقی» توصیف کرد که می‌توان صحنه‌هایی از آن را با آثار تولستوی و بالزاک مقایسه کرد، راه را برای پیدایش رمان‌های اجتماعی بعدی باز کرد. در این رمان، برخلاف رمان‌های اجتماعی اولیه، حوادث نه از طریق موعظه و استدلال؛ بلکه با عمل و حرکت داستان بیان می‌شود و شخصیت‌های داستان، مانند انسان‌های واقعی، ترکیبی از احساسات متضادند که در اثر بروز رویدادهای داستان، دگرگون می‌شوند. رمان‌های بعدی افغانی، نتوانستند موفقیت نخستین اثر او را تکرار کنند.

## دوره چهارم: ۱۳۴۲ تا ۱۳۵۷
سال‌های ۴۲ تا ۵۷، دوران حرکت ایران به سمت یک جامعهٔ سرمایه‌داری و رشد طبقهٔ متوسط بود. در این سال‌ها، شمار دانش‌آموزان، دانشجویان و کارمندان اداری افزایش یافت و پس از سال‌ها تمایل به فرهنگ غربی، ادبیات ایران کم‌کم رویکرد جدیدی پیدا کرد که منتقد غرب‌گرایی و در پی ایجاد رابطه‌ای واقع‌گرایانه با تاریخ و هویت خویشتن بود. حسن میرعابدینی، ادبیات این دوران را «ادبیات بیداری و به‌خودآیی» نامیده‌است. جاذبهٔ داستان‌نویسی، جوانان زیادی را جذب کرد؛ به‌طوری‌که در این سال‌ها بیش از ۵۰ نویسنده، نخستین کتاب خود را نوشتند و از میان آن‌ها نویسندگان زبده‌ای نیز سر برآوردند که آثاری ساخت‌یافته، منسجم، متنوع و کم‌نظیر در تاریخ ادبیات معاصر ایران خلق کردند. محمدعلی سپانلو، مترجم و منتقد ادبی، معتقد است که رمان‌نویسی از سال ۱۳۴۰ به شکل یک نهضت درآمد و یک موج جدی، جای جزر و مدهای پراکندهٔ دوره‌های قبلی را گرفت. اگر چه در این دوره آثار ترجمه نیز رونق داشت و در حدود ۱۷۰۰ عنوان ترجمه به چاپ رسید، اما داستان بلند ایرانی از تقلید آثار وارداتی به آثاری مستحکم و دارای سبک مبدل شد و در این راه، آثار غلامحسین ساعدی، صادق چوبک، جلال آل احمد و ابراهیم گلستان نقش قابل توجهی داشتند. اگرچه دامنهٔ نفوذ نثر بوف کور همچنان در دهه‌های سی و چهل هم دیده می‌شود، اما از دهه چهل، زبانی تلگرافی و خشم‌آلود و حاوی تکیه‌کلام‌های خودساخته در بین نویسندگان رواج یافت که نمونهٔ آن، مدیر مدرسهٔ آل احمد است. سپانلو سنگ صبور صادق چوبک و سووشون سیمین دانشور را مهم‌ترین آثار دوران جدید معرفی می‌کند. چوبک شخصیت‌های داستان‌های خود را از رده‌های پایین جامعه انتخاب کرد و حس وقار و منزلت را در زندگی روزمره و بدون حادثهٔ آنان، نشان داد. او برای نخستین بار، از ظرفیت نهفته در دیالوگ به عنوان شگردی برای پیشبرد داستان استفاده کرد. دانشور، نخستین بانوی ایرانی است که رمان و مجموعه داستان کوتاه فارسی نوشت.
در دههٔ چهل، چند حلقهٔ نویسندگی و شاعری شکل گرفت؛ نخستین، گروهی که حول محور آل احمد بود و دوم، گروهی که در انجمن به‌آذین حضور داشتند. همکاری این دو گروه در نیمهٔ دوم این دهه، به شکل‌گیری شورای نویسندگان ایران انجامید و به اقتضای اوضاع سیاسی و اجتماعی آن دوران، به بسط ادبیات متعهد منجر شد. حلقهٔ سوم از نویسندگان آن دوران، طرفداران هنر برای هنر بودند که عموماً به کارهای ابراهیم گلستان باورمند بودند. گلستان، نویسندهٔ مدرنیستی بود که کارهایش به‌خاطر الگوی جمله‌بندی‌ها، روایتِ غیرخطی و چیدمان سینمایی صحنه‌های داستان مورد توجه قرار گرفت. اسرار گنج درهٔ جنّی او، یک تمثیل طنز است که در آن از تکنیک‌های سینمایی به‌صورت خلاقانه بهره گرفته‌است.
از سال ۱۳۴۵ ادبیات داستانی ایران مانند سایر حوزه‌های چاپ و نشر با پدیدهٔ سانسور مواجه شد. در این سال، ناشران به دستور دولت وقت، مکلف شدند که کتاب‌های چاپی خود را قبل از انتشار به تأیید وزارت فرهنگ و هنر برسانند. اگرچه نویسندگان در این دوران تلاش‌هایی به منظور رفع محدودیت‌ها برداشتند و در اثر این تلاش‌ها، کانون نویسندگان ایران از سال ۱۳۴۶ تأسیس شد، اما فشار حکومت به صورت مداوم تشدید می‌شد؛ به‌طوری‌که در سال ۱۳۵۱ مأموران دولتی به کتابخانه‌ها یورش بردند و ده‌ها ناشر و کتاب‌فروش را دستگیر کردند. حکومت، به‌تدریج، با ممنوع‌القلم کردن نویسندگان خلاق، زمینهٔ عزلت‌نشینی و جلب شدن آنان به فعالیت‌های اقتصادی غیرخلاقانه را فراهم کرد. برخی از نویسندگان ممنوع‌القلم نیز در خارج از ایران به کار پرداختند؛ به‌طور مثال بزرگ علوی که نوشته‌هایش در ایران از سال ۱۳۳۲ تا ۱۳۵۷ ممنوع بود، در آلمان به فعالیت‌های خود ادامه داد. سالاری‌ها (۱۳۵۴) از جمله مشهورترین رمان‌های او در تبعید است. به عقیدهٔ میرعابدینی، نثر ساده و روان چشم‌هایش در این اثر به چشم نمی‌خورد و «ترکیبات فرنگی و توصیف‌های قدیمی ایرانی، نثرش را از شکل انداخته‌است.» از بین نویسندگان مختلف دور از وطن، به جز بزرگ علوی و مدرسی، دیگران تأثیر چندانی در ادبیات ایران نداشتند.
یکی از ویژگی‌های بارز رمان‌های دوره چهارم، تاریخ‌گرایی است. در این دوره، مشاهدهٔ تاریخی رویدادها و ویژگی‌های اجتماعی زمانه گسترش یافت و جایگزین رویکرد پاورقی‌نویسان دوره‌های قبلی در توجه به افسانه‌ها و رویدادهای باستانی شد. رمان‌های تنگسیر (۱۳۴۲) و سنگ صبور (۱۳۴۵) اثر صادق چوبک از جمله آثار مشهور این دوره‌اند که به‌واسطهٔ ترسیم تصویری از یک دورهٔ تاریخی خاص، دارای جنبه‌های تاریخی قوی هستند. با این حال، منتقدان از دیدگاه فن رمان‌نویسی، تنگسیر را داستان کوتاهی خوانده‌اند که با افزودن صحنه‌ها و حادثه‌هایی غیرضروری، متورم شده‌است. سنگ صبور نیز فاقد قالبی منسجم و هماهنگ است و ماجراهای آن با نظم و قاعده پیش نمی‌رود. در سال ۱۳۴۸، نخستین رمان تاریخ‌گرای فارسی با نام سووشون به قلم سیمین دانشور منتشر شد که ارتباط منسجمی با واقعیت‌های تاریخی سال‌های ۱۳۲۰ تا ۱۳۳۰ داشت. بعداً، ایرج پزشکزاد در دایی‌جان ناپلئون با رویکردی طنزآمیز و احمد محمود در همسایه‌ها از چنین رویکردی بهره گرفتند. سووشون پرخواننده‌ترین رمان ایران شد و همسایه‌ها پس از انتشار در سال ۱۳۵۳ موجی از رمان‌های «شرح احوالی» را در ادبیات ایران ایجاد کرد. دایی‌جان ناپلئون نیز اگرچه توجه منتقدان را برنینگیخت، اما در عامهٔ مردم طرفداران زیادی پیدا کرد و با اقتباس از آن، سریالی تلویزیونی با همان نام ساخته شد که بینندگان زیادی داشت. داستان دایی‌جان ناپلئون در زمان جنگ جهانی دوم رخ می‌دهد و پر از شخصیت‌های مضحک و کنایه‌های جنسی است. این داستان نگاهی ریشخندآمیز به باور عامیانه مبنی بر این که «انگلیس، عامل هر رخداد مصیبت‌باری در ایران است» دارد، چنان‌که در فرهنگ عامه، کاراکتر دایی جان ناپلئون، به استعاره‌ای برای نشان دادن توهم توطئه تبدیل شد.
در سال ۱۳۴۸، شازده احتجاب، نخستین رمان هوشنگ گلشیری نیز منتشر شد که به نظر احمد کریمی حکاک، پژوهشگر ادبی، به سرعت مورد استقبال جامعهٔ روشنفکری ایران واقع شد و نام گلشیری را به‌عنوان یک داستان‌نویس جوان و زبردست مطرح کرد. این رمان، داستان زوال سه نسل از شاهزادگان قاجار را روایت می‌کند. کریمی حکاک معتقد است استفاده گلشیری از تکنیک جریان سیال ذهن و تلفیق کردن مضمون و روش، این رمان را به عنوان اثری بدیع در سیر رمان‌نویسی در ایران بدل کرده‌است. گلشیری در کتاب بعدی خود، کریستین و کید تلاش کرد از شگردهای جدید در رمان نو بهره‌گیری نماید. یکی از این شگردها، که او در آثار سال‌های پس از انقلابِ خود ازجمله آیینه‌های دردار نیز استفاده کرد، به‌کارگیری روایت‌گری به عنوان بخشی از روایت داستان است.
تحولات اجتماعی دههٔ چهل در ایران، و به‌طور خاص، ماجرای اصلاحات ارضی، نویسندگان را به اندیشیدن و پرداختن به مسائل زندگی روستایی ترغیب کرد و گرایش ادبی جدیدی به وجود آورد که میرعابدینی آن را «ادبیات روستایی و اقلیمی» نامیده‌است. با این که ریشه‌های این گرایش ادبی از دوران مشروطه شروع شده‌بود، غلامحسین ساعدی با رمان توپ و مجموعه داستان کوتاه عزاداران بیل به عنوان پیشرو ادبیات روستایی شناخته شد. آثار دیگری که پس از ساعدی در این موضوع نوشته شد، از جمله شریفجان، شریفجانِ تقی مدرسی و بعد از تابستانِ غزاله علیزاده از نوعی واقع‌گرایی گزارشی استفاده کردند. نفرین زمین اثر جلال آل احمد نیز نمونه دیگری است که به عقیده میرعابدینی، مبدل به «بیانیه‌ای افشاگرانه در دربارهٔ اصلاحات ارضی و امحای کشاورزی سنتی ایران» شده‌است.

## دوره پنجم: پس از ۱۳۵۷
با وقوع انقلاب در سال ۱۳۵۷، ولع کتاب‌خوانی در ایران شدت گرفت و جمعیت کتاب‌خوان به لحاظ کمی و کیفی گسترش یافت. رمان‌نویسی نیز به عنوان قالب متداول ادبی مورد توجه قرار گرفت. رمان‌های نوشته شده در این دوره، از دوره‌های قبلی بیشتر بود. در این دوران، آثار زیادی چه از فارسی به زبان‌های دیگر و چه برعکس، ترجمه شد. همچنین زنان نویسنده جایگاه و نقش تثبیت‌شده‌ای یافتند. نخستین آثار این دوران را نویسندگان مشهور قبل از انقلاب نوشتند؛ مانند گلشیری، فصیح و دولت‌آبادی. اگرچه بسیاری از نویسندگان این دوره، چه آنها که شهرت نویسندگی‌شان به قبل برمی‌گشت و چه آنها که در این دوران به شهرت رسیدند، از حامیان انقلاب بودند و کم‌وبیش در آن مشارکت داشتند، اما به‌مرور، برخی از آنها از جریان انقلابی فاصله گرفتند یا به مخالفت با آن پرداختند. برخی از نویسندگان این دوره ناچار شدند ایران را ترک کنند و در تبعید به نوشتن ادامه دهند.
در دهه ۱۳۶۰ با گران شدن کاغذ، رکود دوباره بازار کتاب را فراگرفت و دامنگیر این ادبیات داستانی نیز شد. در این دهه، بسیاری از کتاب‌های منتشر شده در سال‌های قبل دوباره چاپ شدند و اگرچه بازار ترجمه هم رونق زیادی پیدا کرد، اما بسیاری از آثار ترجمه، بازنویسی از ترجمه‌های قبلی بودند. در این دهه، ۶۶ رمان فارسی از ۳۹ نویسندهٔ ایرانی به چاپ رسید که ۳۵ مورد از این رمان‌ها از انقلاب و جنگ تأثیر پذیرفته بودند.
در دوران پس از انقلاب، دولت قوانین سخت‌گیرانه‌ای بر چاپ کتاب وضع کرد و وزارت فرهنگ و ارشاد اسلامی مأمور شد تا همه کتاب‌ها را پیش از چاپ، ممیزی کند و به‌طور جدی از انتشار مطالب شهوانی یا خلاف شرع جلوگیری نماید. همه کتاب‌ها از جمله داستان، مشمول این قانون بودند.

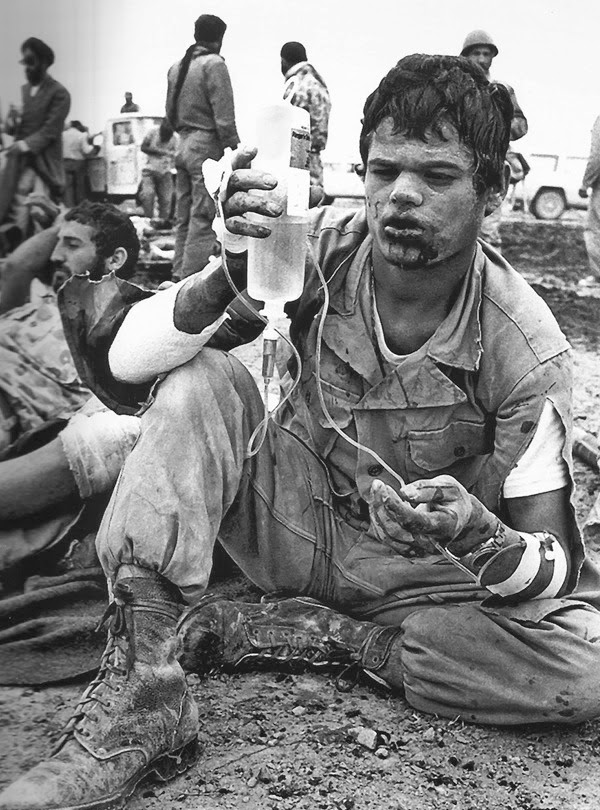
جنگ ایران و عراق، یکی از مهم‌ترین دستمایه‌های خلق رمان پس از سال ۱۳۵۷ بود.

در سال ۱۳۵۹، با شروع جنگ، فصل جدیدی در ادبیات ایران شروع شد که ادبیات جنگ نام گرفت. تا سال ۱۳۷۰، نزدیک به ۱۶۰۰ داستان کوتاه و ۴۶ رمان و داستان بلند با موضوع جنگ در ایران منتشر شد. جنگ تقریباً همه نویسندگان را تحت تأثیر قرار داد؛ بعضی از نویسندگان در ستایش رشادت و حماسه‌آفرینی رزمندگان و بعضی در مصائب آن و تاثیرش بر زندگی مردم نوشتند. دستهٔ نخست، نویسندگانی بودند که تلاش می‌کردند روحیهٔ رزمندگان و مردم را بالا ببرند، حتی اگر داستانشان دارای تأثیر مقطعی باشد و ماندگار نشود. شخصیت‌های شجاعی که برای حفظ ارزش‌ها راهی جبهه می‌شوند و شخصیت‌های منفی که در اثر تجربه یا مشاهده‌ای، منقلب می‌شوند و راه جبهه‌ها را در پیش می‌گیرند، در رمان‌های این دسته، غالب و پرشمارند. نویسندگان این داستان‌ها اغلب نویسندگان حرفه‌ای نبودند و با هدف حفظ ارزش‌های جنگ، با شتاب‌زدگی می‌نوشتند؛ بنابراین شخصیت‌ها کمتر واقعی و ملموس می‌نمودند و ساختار داستان از پیچیدگی زیادی برخوردار نبود؛ چنان‌که تعبیر و تفسیر متفاوتی از آنها نمی‌شد و خواننده را کمتر به تفکر و تکاپو وامی‌داشتند. در این سال‌ها، تعداد آثاری که به واقعیت زمانه، فردیتی داستانی داده و آن را هنرمندانه توصیف کرده باشند، کم است. یکی از مطرح‌ترین نویسندگان این دسته، محسن مخملباف است با رمان ۳۵۰ صفحه‌ایِ باغ بلور (۱۳۶۵).
نویسندگان حرفه‌ای‌ترِ جنگ، اغلب در دستهٔ دوم جای می‌گرفتند و به جای به تصویر کشیدن قهرمانی‌ها، به توصیف حال و هوای مردم جنگ‌زده می‌پرداختند. مهاجرت، مرگ و گریز از اضطراب، از جمله مضمون‌های مورد استفاده در این رمان‌ها بودند. زمین سوخته احمد محمود نخستین رمان مستند و گزارشی از سه ماه نخست جنگ و برگرفته از تجربیات خودِ نویسنده است. این رمان جنبه‌ای حماسی دارد و در آن، در کنار ویرانگری جنگ، رشادت‌های مردم نشان داده می‌شود.
یکی از ویژگی‌های رمان‌نویسی بعد از انقلاب ۱۳۵۷، بومی شدن و منطقه‌ای شدن ادبیات است؛ به این معنی که اهمیت تهران به عنوان پایتخت سیاسی و اقتصادی، اهمیت خود را در آثار ادبی از دست می‌دهد. به‌طور مثال، داستان‌های احمد محمود، منیرو روانی‌پور و محمود دولت‌آبادی در مناطق مختلف مختلف ایران روی می‌دهد و می‌تواند جنبه‌های مختلف تحولات اجتماعی را در منطقه‌های ایران بنمایاند. این تمرکززدایی، به نوعی فاز دوم مدرنیته در ایران محسوب می‌شود که مرکزیت ملی‌گرایانهٔ زبان فارسی را به تعادل می‌رساند.
برای نخستین بار، سبک رئالیسم جادویی از ادبیات آمریکای لاتین به ادبیات فارسی راه پیدا کرد. طوبا و معنای شب از شهرنوش پارسی‌پور، از نخستین رمان‌های فارسی در این سبک محسوب می‌شود.
استفاده از مفاهیم روان‌کاوی نیز در بین نویسندگان رمان پس از انقلاب جایگاه قابل قبولی داشته‌است. عباس معروفی در نخستین و مشهورترین رمان خود، سمفونی مردگان، توانست ساختارهای زیباشناختی و روانکاوانه را با موفقیت به‌کار گیرد. این داستان با الهام گرفتن از داستان هابیل و قابیل در قرآن و انجیل، زندگی و مرگ دو برادر را در جامعه‌ای تعریف می‌کند که با تحولات بنیادینی روبروست. او با استفاده از نظریات روان‌کاوی فروید، ساختار داستان را شکل می‌دهد و از زوایای مختلفی آن را روایت می‌کند. شیوه روایت این داستان، با برخی از نویسندگان غربی، به‌خصوص فاکنر مقایسه شده‌است. او از این شیوه در رمان‌های بعدی خود، سال بلوا و پیکر فرهاد هم استفاده کرد. پیکر فرهاد، روایتی غم‌انگیز از تاریخ زن ایرانی است که از دیدِ شخصیتِ زنِ بوف کورِ صادق هدایت بیان شده‌است. جعفر مدرس صادقی هم یکی دیگر از نویسندگانی است که تحت تأثیر روان‌کاوی، به خلق اثر پرداخت و سعی کرد از شگردهای روایی رمان نو استفاده کند. گاوخونی، سفر کسرا و ناکجاآباد، مشهورترین رمان‌های او هستند. مدرس صادقی، از معدود نویسندگان بعد از انقلاب به‌شمار می‌رود که در آثار خود از اسطوره‌ها و دستمایه‌های پیش از اسلام استفاده کرده‌است.
تاریخ معاصر ایران نیز یکی از موضوعات مورد توجه نویسندگان بعد از انقلاب است. امیرحسن چهلتن در تالار آینه، داستان مشروطه را از دیدِ یک زن نوشت. خانه ادریسی‌ها، اثر غزاله علیزاده، روایتی است از دوران جنگ‌های ایران و روسیه در دوران قاجار. خودزندگی‌نامهٔ جزیرهٔ سرگردانی، روزهای سخت سیمین دانشور در آستانهٔ انقلاب ۱۳۵۷ را توصیف می‌کند.
در دهه ۷۰، حدود ۱۲۰۰ عنوان رمان به چاپ رسید که نیمی از آنها به قلم نویسندگان زن بوده‌است. در این دهه، علاوه بر داستان‌هایی با موضوع جنگ، داستان‌های عامه‌پسند زیادی نیز به چاپ رسید. از اواخر دههٔ ۷۰، رمان‌های عامه‌پسند و سرگرم‌کنندهٔ زیادی نوشته و منتشر شدند که نویسندهٔ بسیاری از آن‌ها، زنان بودند. یکی از مشهورترین کتاب‌ها در این زمینه، بامداد خمار اثر فتانه حاج‌سیدجوادی است که نخستین بار در سال ۱۳۷۴ منتشر شد و با توجه به محبوبیتی که به‌دست‌آورد، بارها تجدید چاپ شد. این رمان، داستان مرارت‌های دو دلداده از طبقات مختلف جامعه و نتایج غم‌انگیزِ ازدواج آنان است. این داستان، مانند برخی رمان‌های تاریخی دورهٔ نخست، اشرافیت رو به اضمحلال را ستایش می‌کند، اما به‌جای این که سرمایه‌داران نوظهور را ملامت کند، طبقات فرودست را ظالم و خودمحور توصیف می‌نماید. در این دوران داستان‌های سریالی پلیسی و عاشقانه هم طرفداران قابل توجهی داشت. فهیمه رحیمی و نسرین ثامنی از جمله نویسندگان این رمان‌ها هستند که اغلب با پایانی خوش برای عشق‌های ممنوعه به آخر می‌رسند.
با روی کار آمدن سید محمد خاتمی در سال ۱۳۷۶ به عنوان رئیس‌جمهور، فشار ممیزی و سانسور برای مدت کوتاهی کاهش یافت و کتاب‌های زیادی مجوز انتشار گرفتند. در دوران ریاست جمهوری محمود احمدی‌نژاد، اما قانون تازه‌ای وضع شد که بر مبنای آن کتاب‌های قبلاً انتشار یافته هم نیازمند اخذ مجوز برای تجدید چاپ بودند. بر اساس همین قانون، بسیاری از کتاب‌ها، برای تجدید چاپ مناسب تشخیص داده نشدند. بسیاری از کتاب‌های رمان از جمله رمان‌های فارسی و رمان‌های ترجمه شده خارجی در همین دسته قرار گرفتند. علاوه بر سخت‌گیری در ممیزی، روال اداری طولانی و پردردسر دریافت مجوز، دلیل دیگری بود که نویسندگان را از انتشار کتاب‌هایشان منصرف می‌کرد. حتی پس از دریافت مجوز، نویسنده ممکن بود به خاطر مطالب کتاب به دادگاه احضار و محکوم شود. چنان‌که به‌طور مثال، یعقوب یادعلی نویسنده رمان آداب بی‌قراری به خاطر مطالبی در این رمان تحت تعقیب قرار گرفت و به سه ماه حبس محکوم شد. با توجه به این محدودیت‌ها، بعضی از نویسندگان تصمیم گرفتند که به جای نشر کاغذی کتاب، راه‌های دیگری را برای رساندن مطالب خود به دست مخاطبان بیابند. به‌طور مثال، رضا قاسمی، رمان وردی که بره‌ها می‌خوانند را در سال ۲۰۰۲ در پاریس به صورت اینترنتی منتشر کرد. گلشیری نویسنده دیگری بود که برای جلوگیری از سانسور مطالب رمان خود با نام جن‌نامه، آن را در سوئد به چاپ رساند. زوال کلنل، رمانی از محمود دولت‌آبادی است که مجوز انتشار در ایران را ندارد، اما ترجمه آن به زبان‌های انگلیسی و آلمانی منتشر شده‌است. این کتاب را نویسنده در سال ۱۹۸۰ میلادی نوشت، اما از ترس این که نامش وارد فهرست سیاه نویسندگان شود، تا سال ۱۳۸۸ تلاشی برای کسب مجوز انتشار نکرد. فریدون سه پسر داشت هم اثری است از عباس معروفی که وقتی در فرایند ممیزی با اصلاحات فراوانی مواجه شد، نویسنده‌اش آن را رایگان در اینترنت منتشر کرد. البته نسخه کاغذی این کتاب نیز در سال ۲۰۰۴ میلادی توسط انتشارات گردون در آلمان منتشر شد. این کتاب در سال ۲۰۱۶ میلادی به آلمانی هم ترجمه شد و مورد توجه منتقدان ادبی این کشور قرار گرفت.
در دهه ۸۰، بیش از ۲۵۰۰ رمان و داستان کوتاه منتشر شد که تابع شرایط اجتماعی و سیاسی آن دوران بودند. در این دهه، کتاب‌های دفاع مقدس با نگاهی جدید و ساختار و فرمی تکامل‌یافته‌تر منتشر شدند و با فاصله گرفتن از محافظه‌کاری و پرهیز از مستقیم‌گویی، جنگ با همه قوت‌ها و ضعف‌هایش در داستان‌ها به تصویر کشیده شد. دهه ۹۰، با سبک و شیوه دهه ۸۰ ادامه پیدا کرد؛ اما در این دهه، ناشران برای معرفی کتاب‌ها و جذب مخاطب از شبکه‌های اجتماعی استفاده کردند.
| از   | تا   | تعداد عنوان چاپ شده | رمان‌های شاخص             | نویسنده           |
| ---- | ---- | ------------------- | ------------------------ | ----------------- |
| ۱۳۵۷ | ۱۳۵۹ | ۱۸                  | آتش بدون دود             | نادر ابراهیمی     |
| ۱۳۶۰ | ۱۳۶۹ | گزارش نشده          | نخل‌های بی‌سر              | قاسمعلی فراست     |
| ۱۳۶۰ | ۱۳۶۹ | گزارش نشده          | زمین سوخته               | احمد محمود        |
| ۱۳۷۰ | ۱۳۷۹ | ۱۲۰۰                | بامداد خمار              | فتانه حاج‌سیدجوادی |
| ۱۳۷۰ | ۱۳۷۹ | ۱۲۰۰                | روی ماه خداوند را ببوس   | مصطفی مستور       |
| ۱۳۷۰ | ۱۳۷۹ | ۱۲۰۰                | منِ او                    | رضا امیرخانی      |
| ۱۳۸۰ | ۱۳۸۹ | ۲۵۰۰                | چراغ‌ها را من خاموش می‌کنم | زویا پیرزاد       |
| ۱۳۸۰ | ۱۳۸۹ | ۲۵۰۰                | دا                       | سیده زهرا حسینی   |
| ۱۳۸۰ | ۱۳۸۹ | ۲۵۰۰                | شب سراب                  | ناهید پژواک       |
| ۱۳۸۰ | ۱۳۸۹ | ۲۵۰۰                | کافه پیانو               | فرهاد جعفری       |
| ۱۳۹۰ | ۱۳۹۷ | گزارش نشده          | رؤیای نیمه‌شب             | مظفر سالاری       |
| ۱۳۹۰ | ۱۳۹۷ | گزارش نشده          | قهوه سرد آقای نویسنده    | روزبه معین        |
| ۱۳۹۰ | ۱۳۹۷ | گزارش نشده          | پاییز فصل آخر سال است    | نسیم مرعشی        |
| ۱۳۹۰ | ۱۳۹۷ | گزارش نشده          | دخیل عشق                 | مریم بصیری        |
| ۱۳۹۰ | ۱۳۹۷ | گزارش نشده          | کمی دیرتر                | سید مهدی شجاعی    |
| ۱۳۹۰ | ۱۳۹۷ | گزارش نشده          | قیدار                    | رضا امیرخانی      |
| ۱۳۹۰ | ۱۳۹۷ | گزارش نشده          | رهش                      | رضا امیرخانی      |
| ۱۳۹۰ | ۱۳۹۷ | گزارش نشده          | طریق بسمل شدن            | محمود دولت‌آبادی   |

## به زبان‌های دیگر

### زبان‌ها و گویش‌های محلی ایران
نوشتن رمان به زبان ترکی، حتی قبل از زبان فارسی شروع شد؛ چنان‌که ستارگان فریب‌خورده اثر فتحعلی آخوندزاده که به عنوان نخستین رمان ایرانی شناخته می‌شود، به زبان ترکی نوشته شده‌است. با این حال، با توجه به محدودیت‌هایی که در دوران پهلوی در مورد نگارش به زبان‌های بومی و محلی وضع شده بود، ادبیات داستانی در سال‌های بعد از آن با رکود و افول مواجه شد. بعد از انقلاب ۱۳۵۷ و به‌خصوص بعد از پایان جنگ، در دهه ۷۰ شمسی، تعداد نویسندگانی که به نگارش رمان روی آوردند افزایش یافت و رمان‌هایی به زبان ترکی هم نوشته و منتشر شد. از جمله کسانی که به زبان ترکی رمان نوشته‌اند، می‌توان به علی حسین‌زاده (بیچاق و سوموک)، ناصر منظوری (قاراچوخا)، عیوض طاها (قورشون هاردان آچیلدی) و عباد ممی‌زاده (شامان) اشاره کرد.
نوشتن رمان کردی، از نیمه دوم قرن بیستم میلادی شروع شد. نخستین رمان کردی، ژانی گه‌ل را ابراهیم احمد نویسنده عراقی نوشت. اما نخستین رمان‌نویس ایرانی به زبان کردی، رحیم قاضی است که رمان پیشمرگه را در سال ۱۹۶۱ میلادی در خارج از ایران منتشر کرد و داستان بلند باقه‌بین را در سال ۱۳۶۰ در ایران به چاپ رساند. این داستان‌ها به لحاظ پردازش ادبی و فرم و ساختار داستان‌های مدرن، دارای ضعف اساسی بودند. هاواره به‌ره در سال ۱۳۶۹ به قلم فتاح امیری با فرم و تکنیک متأثر از رمان‌های فارسی، به‌خصوص کلیدر و جای خالی سلوچ و با درون‌مایه جامعه فئودالی و روستایی کردستان منتشر شد. رمان دیگری از همین نویسنده و با همین مضمون، در سال ۱۳۷۲ با نام میرزا به چاپ رسید. محمدپور، نویسنده کتاب جریان‌شناسی ادبیات داستانی کردی در ایران، انتشار مجموعه داستان‌های عطا نهایی از سال ۱۳۷۲ را نقطه عطفی در ادبیات داستانی کردی می‌داند که با خروج از فرم دولت‌آبادی و ادبیات رئالیستی اجتماعی و ورود به ادبیات مدرنیستی با الهام از فرم و زبان گلشیری همراه بوده‌است. رمان‌های گوڵی شۆڕان، باڵنده‌کانی ده‌م با و گره‌وی به‌ختی هه‌ڵاله‌ از او منتشر شده‌است. رمان‌های شاربه‌ده‌ر از حسین شیربگی، بلیند و نه‌وی از نسرین جعفری و هه‌زار ئه‌شکه‌وت از عمر مولودی از جمله رمان‌های منتشر شده در دهه ۷۰ خورشیدی‌اند. به عقیده محمدپور، جریان سوم ادبیات داستانی کردی، داستان تجربی است که از میانه دهه ۸۰ شروع شده‌است. عطا نهایی، سید قادر هدایتی و بریا کاکه‌سوری از جمله پیشروان این سبک داستان‌نویسی‌اند.

### زبان‌های خارجی
رمان ایرانی، محدود به آثار نوشته‌شده به زبان فارسی یا در محدودهٔ مرزهای ایران نیست. بسیاری از ایرانیانی که به دلایل مختلف ایران را ترک کردند و برای مدت‌های زیادی در کشورهای دیگر ساکن شدند، تلاش کردند رمان‌هایی به زبان‌های دیگر بنویسند. نخستین نویسنده‌ای که به داستان‌نویسی به زبان فرانسوی روی آورد، امینه پاکروان نام دارد که در استانبول متولد و در اروپا بزرگ شد. او چندین سرگذشت و رمان نوشت که تقریباً همهٔ آن‌ها در دوران قاجار نوشته شدند. شاهزاده گمنام یا امیر بی‌تاریخ، یک رمان احساسی است در مورد یک شاهزادهٔ یتیم قاجاری که پاکروان در سال ۱۹۲۵ میلادی نوشت و مورد استقبال منتقدان قرار گرفت. فریدون هویدا، رمان‌نویس ایرانی دیگری است که او هم به زبان فرانسوی می‌نوشت. او نخستین رمان خود را با نام قرنطینه در سال ۱۹۶۲ میلادی نوشت. فریدون اسفندیاری نیز نخستین ایرانی بود که به زبان انگلیسی رمان نوشت. او سه رمان تخیلی نوشت که در سال‌های ۱۹۶۰ تا ۱۹۶۷ میلادی در نیویورک منتشر شدند. شمسی عصار و بهمن شعله‌ور نیز رمان‌هایی به زبان انگلیسی نوشته‌اند.